# 恩加尼奥角海战
恩加尼奥角海戰（英語：The Battle of Cape Engaño）是第二次世界大戰中日本帝國海軍艦隊和美國於1944年10月25日至26日進行的1場戰役。這場戰役是雷伊泰灣海戰的一部分。

## 追向北方
小泽的舰队由四艘航空母舰（参加过偷襲珍珠港唯一倖存至今的航空母舰瑞鶴號、瑞鳳號、千歲號、千代田號）、2艘由戰艦改裝的航空戰艦伊势号、日向号、輕巡洋艦大淀號、多摩號、五十鈴號和9艘驱逐舰组成。日向号和伊势号的第五、第六號炮塔被拆除，安裝了机库、飛行甲板（長度僅70餘尺，只能進行整備、起飛作業而無法提供降落所需的滑行距離，艦載機必須轉降其他正規航空母艦）和兩座飛機彈射器（分別安裝於飛行甲板的左前、右前方，因為安裝位置對第三、第四號砲塔的射擊作業造成妨礙，所以射擊時兩座彈射器必須向外側張開至最大角度）。但这两艘船都没有带飞机，小泽一共只有108架飞机。
由謝爾曼指揮的第38特遣艦隊第3分艦隊是威廉·哈爾西的北翼，負責巡邏該區域，一直到10月24日下午16:40才發現作为诱饵的小泽舰队。奉哈爾西命令北上的艦隊為由馬克·密茲契指揮的3支特遣分艦隊，他們的實力遠超於日本北方艦隊。這3支特遣分艦隊共有5艘艦隊航空母艦（无畏号、富兰克林号、列星頓號、企业号及埃塞克斯号）、5艘轻型航空母舰（独立号、贝勒伍德号、兰利号、卡伯特号及聖哈辛托號）6艘戰艦（阿拉巴马号、衣阿华号、麻萨诸塞号、新泽西号、南達科他號、华盛顿号）、8艘巡洋舰（2艘重型及6艘輕型）和超過40艘驱逐舰。10艘航空母艦上共有600至1000架飛機。
10月25日凌晨2時40分，哈爾西抽出第3艦隊的6艘戰艦組成第34特遣艦隊，交由威廉·李海軍少將指揮。黎明時，第34特遣艦隊超前於航空母艦群，哈爾西希望密茲契在李少將的戰艦進行猛烈炮擊後實施空襲。

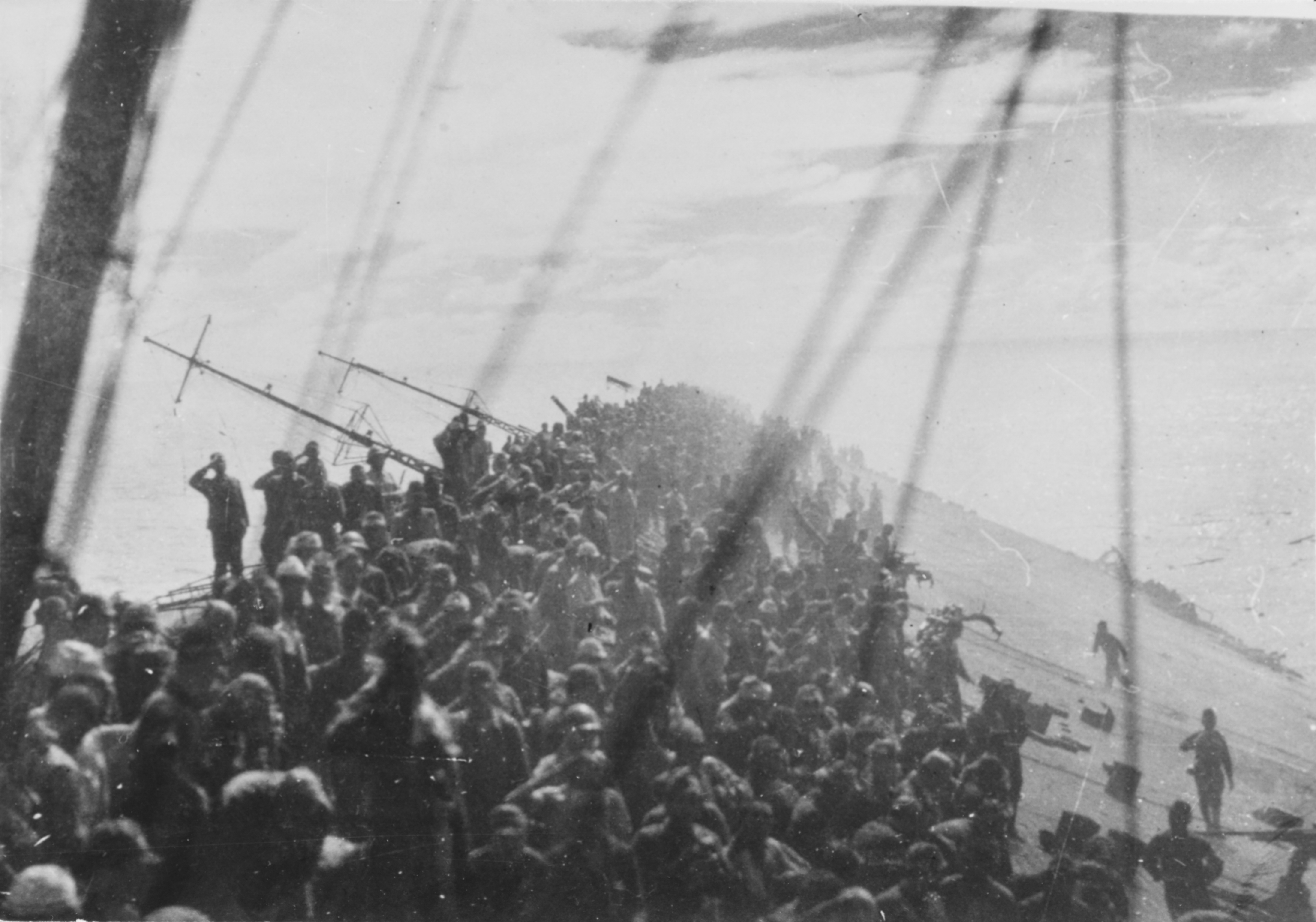
瑞鹤号航空母舰的船員在降旗體中敬禮，當時該艦已不是日本帝國海軍的旗艦。

10月25日早，小泽下令75架飞机起飞攻击美军，但这些飞机没有造成多少损失，大多数飞机被美国战斗机击落，少数飞往吕宋岛。
哈尔西在晚上將將戰術指揮權交給密茲契，密茲契在还没有确定日军的精确位置的情况下，美军就起飞了180架飞机。直到7時10分侦察机才找到了北路舰队。8時正美军战斗机摧毁了保护舰队的30架日军飞机。美軍开始了不停地空袭日本艦隊，他们發動了平均527架次/天的密集空襲來摧毀小泽的北方艦隊。一共擊沉了“瑞鹤号”、輕型航空母舰“瑞凤号”及“千歲號”和驅逐艦“秋月號”，所有日軍艦隻均被重創，輕型航空母艦“千代田號”和巡洋艦“多摩號”被報廢。小泽将他的旗舰改到另一艘巡洋舰“大淀號”上。

## 危機 – 美國第7艦隊求援
10月25日早上8時過後不久，從第7艦隊送來請求協助的絕望信息，當時第7艦隊自從凌晨2時已與西村的“南方艦隊”在蘇里高海峽進行戰鬥。金凱德，用通俗易懂的語言，發送一個消息：“我的情況是至關重要的。快速戰艦和空中支援，能夠摧毀敵方中央艦隊進入雷伊泰灣。”哈爾西在他的回憶錄中，回憶說，對這個消息感到震驚，敘述了從第7艦隊的無線電信號隨機送出及因為積壓的信號而出現故障。看來，他直到早上10時正前還沒有從金凱德收到這個重要的消息。哈爾西後來聲稱，他知道，金凱德遇到了麻煩，但他做夢也沒有想到，這場危機的嚴重性。
其中來自金凱德最令人震驚的信號是，他們在蘇里高海峽的行動後，第7艦隊的戰艦彈藥嚴重不足。即使這樣亦未能說服哈爾西立即向強大的第7艦隊提供任何援助。事實上，第7艦隊的戰艦並不是如金凱德的信息暗示彈藥不足，但哈爾西並不知道。
遠在3000海哩外珍珠港的尼米兹也收到塔非3號的求救電報及给哈尔西发了一份简短的电报：“第34特混舰队，在哪里？”，但负责电报加密的军官，随意添加了一句“全世界都想知道”，哈尔西的译码军官误以为是正文未加删减，这使哈尔西怒不可遏，因此又耽誤一小時的寶貴時間。哈尔西下令南下，他只留下了2个航空母舰大队以及一小支由巡洋舰和驱逐舰组成的舰队来收拾小泽的残余船只。
下午在击沉几艘日本航空母舰后，空袭集中在2艘航空戰艦上，但2艦密集的防空火力有效地抵挡了空袭，用高射炮和喷进炮（防空火箭）击落了多架美国飞机。空袭一直到傍晚，小泽舰队作为诱饵的全部航空母舰，还包括一艘巡洋舰、两艘驱逐舰被击沉。這也是海戰史上最後的航空母艦對決（即使在福克蘭群島戰爭中，英軍與阿根廷海軍的航空母艦也未發生交戰。）。“诱敌部队”取得了出色得成功。但通讯混乱也同样发生在日本方面，小泽发出诱敌成功的电报，栗田却没有收到。不过这再次使栗田的舰队免遭全军覆没。

## 戰鬥序列

### 日本

#### 第3艦隊
司令長官：小澤治三郎中将　参謀長：大林末雄少将　
旗艦：航空母艦瑞鶴(戰歿)→輕巡洋艦大淀
本隊：
- 第三航空戰隊：司令長官直率  航空母艦：瑞鶴。輕型航空母艦：千代田、千歳、瑞鳳
- 第四航空戰隊：司令官：松田千秋少将　戰艦：伊勢、日向

巡洋艦艦隊：司令官：多摩艦長山本岩多大佐指揮  輕巡洋艦：多摩、五十鈴 
- 第一驅逐連隊：司令官：江戸兵太郎少将  軽巡洋艦：大淀　驅逐艦：槇、杉、桐、桑
- 第二驅逐連隊： 
  - 第六十一驅逐隊：初月、若月、秋月　
  - 第四十一驅逐隊：霜月

### 盟軍與美國太平洋艦隊方面

#### 第三艦隊第38航空母艦特遣隊
旗艦：航空母艦：列星頓號 (Lexington CV-16，繼承珊瑚海海戰被擊沈的列克星頓號（CV-2）)
- 第一戰鬥群：旗艦：航空母艦：大黃蜂號(Hornet CV-12）
  - 航空母艦：大黃蜂號(Hornet CV-12，繼承聖克魯斯群島戰役被擊沈的大黃蜂號（CV-8））、胡蜂號(Wasp CV-18，繼承被伊19潛艇擊沈的胡蜂號（CV-7）)、漢考克號(Hancock CV-19)　
  - 輕空母：科本斯號(CVL-25)、蒙特利號(CVL-26)　
  - 重巡洋艦：四艘、軽巡洋艦：兩艘、駆逐艦　14艘
- 第二戰鬥群：旗艦：航空母艦：無畏號(Intrepid CV-11)
  - 航空母艦：無畏號(Intrepid CV-11)、碉堡山號(Bunker Hill CV-17)
  - 輕航空母艦：獨立號(Independence CVL-22)、卡伯特號(Cabot CVL-28)
  - 戰列艦：愛阿華號(Iowa BB-61)、紐澤西號(New Jersey BB-62，兼總旗艦)
  - 輕巡洋艦3艘、驅逐艦　16艘
- 第三戰鬥群：旗艦：航空母艦：艾塞克斯號(Essex CV-9)
  - 航空母艦：列克星頓號 (Lexington CV-16)、埃塞克斯號(Essex CV-9)
  - 輕航空母艦：普林斯頓號(Princeton CVL-23)、蘭利號(Langly,CVL-27)　
  - 戰列艦：華盛頓號(Washington BB-56)、麻薩諸塞號(Massachusetts BB-59)、南達科他號(South Dakota BB-57)、阿拉巴馬號(Alabama BB-60)
  - 輕巡洋艦：4艘、驅逐艦　13艘
- 第四戰鬥群：旗艦：航空母艦：富蘭克林號 (Franklin CV-13)
  - 航空母艦：富蘭克林號 (Franklin CV-13)、企業號(Enterprise CV-6)
  - 輕航空母艦：貝勞伍德號 (Belleau Wood CVL-24)、聖哈辛托號(San Jacinto CVL-30)
  - 重巡洋艦：2艘、驅逐艦15艘

#### 第三艦隊第34航空母艦特遣隊
由第38航空特遣艦隊抽出一部編成：戰艦6艘、巡洋艦7艘、驅逐艦17艘
'潛艇艦隊：4艘(擊沈戰艦金剛號、日軍總旗艦愛宕號等9艘軍艦)

## 附註
1. 1 2 3 4 5  Morison（1958年）
2. ↑  Woodward（2007年）
3. ↑  Fuller（1956年）
4. ↑  潮書房「丸 (雑誌)・12月号（2008年）」94頁